# HD 181597
HD 181597，又名BD+49 2977，SAO 48315、HR 7341，是一颗恒星，视星等为6.31，位于銀經80.82，銀緯16.19，其B1900.0坐标为赤經19h 15m 57.7s，赤緯+49° 16.19′ 2″。